# Liste des seigneurs de Deuilly
La liste des seigneurs de Deuilly recense les titulaires de la seigneurie de Deuilly, située à Serécourt, dans les Vosges, en Lorraine. Cette seigneurie donna son nom à la famille de Deuilly, branche cadette de la maison de Vaudémont. À l'extinction de la famille de Deuilly vers 1480, la seigneurie passa dans la maison du Châtelet.

## Maison de Vaudémont
- Jusqu'en 1166 : Ulric de Vaudémont
- 1166 - 1188 : Gérard II de Vaudémont, frère ainé du précédent.

## Famille de Deuilly
- 1188 - avant 1248 : Geoffroy de Deuilly, fils cadet de Gérard II de Vaudémont
- Jusque vers 1265 : Guillaume de Deuilly, fils du précédent
- Jusque vers 1285 : Colin de Deuilly, fils du précédent
- Jusqu'en 1348 : Henri de Deuilly, fils du précédent
- 1348 - date inconnue : Jean de Deuilly, fils du précédent
- Date inconnue - 1408 : Perrin de Deuilly, neveu du précédent
- 1408 - 1419 : Charlot de Deuilly, fils du précédent
- 1419 - entre 1478 et 1480 : Catherine de Deuilly, fille du précédent.

## Famille du Châtelet
- 1435 - 1459 : Erard II du Châtelet, co-seigneur de Deuilly
- 1459 - 1482 : Pierre du Châtelet, co-seigneur puis seigneur de Deuilly vers 1480
- 1482 - avant 1521 : Huet du Châtelet
- Avant 1521 - 25 août 1556 : Pierre II du Châtelet
- 25 août 1556 - 21 septembre 1589 : Claude du Châtelet

## Pour approfondir